# استافیلوکوکوس ساپروفیتیکوس
استافیلوکوک ساپروفیتیکوس، کوکسی گرم مثبت و کواگولاز منفی در جنس (سرده) استافیلوکوک است. باکتری از نظر تست فسفاتاز منفی است اما از نظر اوره آز و لیپاز مثبت است. این باکتری، یکی از عوامل شایع عفونت‌های مجرای ادراری (به انگلیسی: urinary tract infections، به طور مخفف UTI) است. تخمین زده می‌شود ۱۰ تا ۲۰ درصد از عفونت‌های UTI توسط استافیلوکوک ساپروفیتیکوس ایجاد می‌شود. عفونت در زنان فعال از نظر جنسی، بیشتر دیده شده‌است. بیماری به‌طور معمول، خود را به شکل سیستیت نشان می‌دهد. این باکتری دارای ادهسینی (پروتئین چسبنده) از نوع لاکتوزامین است که موجب اتصال باکتری به سلول‌های مجرای ادراری می‌شود. تاکنون استافیلوکوک ساپروفیتیکوس از روده انسان و حیوانات، گوشت، پنیر، سبزیجات و منابع محیطی جداسازی شده‌است.
باکتری به دیسک تشخیصی نووبیوسین، مقاوم است. از این روش برای تمایز استافیلوکوک ساپروفیتیکوس از استافیلوکوک اپیدرمیدیس در آزمایشگاه استفاده می‌شود زیرا هر دو کواگولاز منفی هستند اما ا. اپیدرمیدیس به نووبیوسین حساس است.